# مروان هدهودي
مروان هدهودي  (1992 المغرب) هو لاعب كرة قدم مغربي يلعب لصالح الرجاء البيضاوي قادما من نادي الدفاع الحسني الجديدي وهو خريج مدرسة الرجاء البيضاوي

## الإنجازات
الرجاء الرياضي
- كأس الكونفيدرالية الأفريقية : 2021
- كأس العرب للأندية الأبطال : 2020[1]

 المنتخب المغربي للمحليين
- بطولة أمم أفريقيا للمحليين : 2018

### فردية
- تشكيلة الموسم في كأس الكونفيدرالية الأفريقية : 2021